# Azteca christopherseni
Azteca christopherseni este o specie de furnică din genul  Azteca. Descrisă de Forel în 1912, specia este endemică pentru Panama.